# La Forêt-de-Tessé
La Forêt-de-Tessé is een gemeente in het Franse departement Charente (regio Nouvelle-Aquitaine) en telt 199 inwoners (2005). De plaats maakt deel uit van het arrondissement Confolens.

## Geografie
De oppervlakte van La Forêt-de-Tessé bedraagt 10,6 km², de bevolkingsdichtheid is 18,8 inwoners per km².
De onderstaande kaart toont de ligging van La Forêt-de-Tessé met de belangrijkste infrastructuur en aangrenzende gemeenten.

## Demografie
Onderstaande figuur toont het verloop van het inwonertal (bron: INSEE-tellingen).